# قضايا المرأة (كتاب)
قضايا المرأة .. بين التقاليد الراكدة و الوافدة هو كتاب للشيخ محمد الغزالي.
يقع الكتاب في أربعة أبواب من 222 صفحة.

## فهرس الكتاب
- مقدمة

1. لنفهم الإسلام أولا
2. صفحات مطوية
3. من البيت نبدأ
4. مفاهيم يجب أن تصحح

## هوامش
1. ↑  دار الشروق | كتب| قضايا المرأة بين التقاليد الراكدة والوافدة نسخة محفوظة 05 مارس 2016 على موقع واي باك مشين.